# September 2008
Dit artikel geeft een chronologisch overzicht van belangrijke gebeurtenissen per dag in de maand september van het jaar 2008.

## Gebeurtenissen

### 1 september
- De Japanse premier Yasuo Fukuda treedt met onmiddellijke ingang af.

### 2 september
- Na rellen gedurende de nacht waarbij één dode en vele gewonden vallen, roept de Thaise regering in Bangkok de noodtoestand uit.

### 3 september
- De Pakistaanse premier Yousaf Raza Gilani overleeft een aanslag.
- De FIFA start een onderzoek naar een mogelijke omkoping van de achtste finale op het WK voetbal 2006 tussen Brazilië en Ghana.
- De Deltacommissie, onder leiding van oud-landbouw- en natuurminister Cees Veerman, brengt advies uit over hoe Nederland, met name kust en achterland, de komende eeuw beschermd moet worden tegen de gevolgen van de opwarming van de Aarde.

### 4 september
- Angola's eerste verkiezingen in zestien jaar zullen niet eerlijk verlopen. Dat zegt oppositieleider Isaias Samakuva van Unita (Nationale Unie voor de Totale Onafhankelijkheid van Angola).
- Het Nederlandse kabinet gaat onderzoeken of ouders die slecht Nederlands spreken verplicht op taalcursus kunnen worden gestuurd.
- De Europese Centrale Bank (ECB) gaat de regels aanscherpen voor kredietverstrekking. Met de aankondiging reageerde de centrale bank op kritiek dat banken misbruik zouden maken van zijn leenmogelijkheden.
- De provincies gaan 94 miljoen euro extra steken in een nieuwe aanpak om de wachtlijsten in de jeugdzorg weg te werken.

### 5 september
- Nicaragua erkent de onafhankelijkheid van Abchazië en Zuid-Ossetië.
- Een achttienjarige jongen en een vijftienjarig meisje uit Stein worden opgepakt onder verdenking van een poging tot het vergiftigen van de moeder van het meisje met muizengif. De moeder was het niet eens met de relatie tussen de twee jongeren.

### 6 september
- Asif Ali Zardari, weduwnaar van de op 27 december 2007 vermoorde Benazir Bhutto, wordt de nieuwe president van Pakistan.
- De Paralympische Zomerspelen 2008 beginnen. Tijdens de openingsceremonie ontsteekt atleet Hou Bin de olympische vlam.

### 7 september
- Als gevolg van een bermbom komt de 21-jarige Nederlandse soldaat Jos ten Brinke in de Afghaanse provincie Uruzgan om het leven.
- Orkaan Ike richt grote schade aan op de Turks- en Caicoseilanden en ook in het al eerder door orkaan Hannah getroffen Haïti. In Cuba vinden in voorbereiding op de orkaan grootschalige evacuaties plaatsen.

### 8 september
- De Amerikaanse hypotheekbanken Fannie Mae en Freddie Mac worden door de federale overheid tijdelijk onder curatele geplaatst om een dreigend faillissement te voorkomen.

### 9 september
- De Amerikaanse wielrenner Lance Armstrong, die met zeven overwinningen in de Ronde van Frankrijk recordhouder is, meldt in 2009 na drie jaar afwezigheid weer te gaan wielrennen.
- Het Thaise constitutionele hof bepaalt dat minister-president Samak Sundaravej de wet heeft overtreden door tegen een geldelijke beloning op te treden in een kookprogramma op de Thaise televisie en daarom binnen dertig dagen moet aftreden.

### 10 september
- Dankzij zwemster Chantal Boonacker, die op deze dag brons behaalt op de 100 meter rugslag, heeft de Nederlandse ploeg nu zeven medailles binnengehaald op de Paralympische Zomerspelen. De Belgische ploeg heeft tot nu toe een medaille gewonnen dankzij het brons van Jan Boyen bij het baanwielrennen op de achtervolging.
- Voor de tweede keer in drie maanden verzakken woningen aan de Vijzelgracht in Amsterdam. Oorzaak van de verzakking is een lekkage tijdens de aanleg van een station voor de Noord/Zuidlijn.

- De Large Hadron Collider in het CERN bij Genève, de grootste deeltjesversneller ter wereld, wordt in gebruik genomen.

### 11 september
- De Kanaaltunnel wordt gesloten na het uitbreken van een felle brand in een vrachtwagen op een autotrein. De volgende dag wordt een van beide tunnelbuizen weer in gebruik gesteld.
- President Robert Mugabe en oppositieleider Morgan Tsvangirai van Zimbabwe komen tot een akkoord over het delen van de macht in een regering van nationale eenheid.

### 12 september
- Nabij de Utrechtse Domtoren hebben archeologen funderingen gevonden van het eerste bisschoppelijk paleis van Nederland uit de 11e eeuw. Er zijn bovendien resten gevonden van een Romeinse castellummuur uit de 2e eeuw die voor de bouw van het paleis moest wijken.

### 13 september
- Bij vijf bomaanslagen in New Delhi komen dertig mensen om het leven.

### 14 september
- Aeroflot-vlucht 821 stort neer nabij de Russische stad Perm. Alle 88 inzittenden komen om, waaronder generaal Gennadi Trosjev, voormalig bevelhebber in de Eerste en Tweede Tsjetsjeense Oorlog.
- Ter gelegenheid van de 150e verjaardag van wat veel rooms-katholieken geloven verschijningen te zijn geweest van de Heilige Maagd Maria aan de destijds veertienjarige Bernadette Soubirous celebreert paus Benedictus XVI een openluchtmis voor meer dan honderdduizend pelgrims in het Zuid-Franse Lourdes.
- Kenneth Theunissen, stadsbeiaardier van Hasselt, wint de zesde editie van de "Internationale Beiaardwedstrijd Koningin Fabiola" in Mechelen.
- Rolstoeltennisster Esther Vergeer behaalt haar derde gouden medaille op de Paralympics.

### 15 september
- Astronomen van de universiteit van Toronto melden dat ze als eersten een planeet bij een andere ster vergelijkbaar met de zon direct gefotografeerd hebben. De planeet is ongeveer acht keer zo groot als Jupiter en staat vijfhonderd lichtjaar van de Aarde bij de jonge ster 1RXS J160929.1-210524.
- De Amerikaanse zakenbank Lehman Brothers vraagt uitstel van betaling aan. Mocht dit uitlopen op een faillissement dan vormt dit het grootste bankroet uit de geschiedenis van de Verenigde Staten.

### 16 september
- Een van de belangrijkste tegenstanders van president Evo Morales van Bolivia, gouverneur Leopoldo Fernandez van de provincie Pando, wordt opgepakt door het Boliviaanse leger.
- PSV Eindhoven begint slecht aan de UEFA Champions League. De voetbalclub uit Eindhoven zijn in de openingswedstrijd in groep D kansloos tegen Atlético Madrid: 0-3.
- De Italiaanse premier Silvio Berlusconi spreekt zich uit voor een alliantie van de Italiaanse luchtvaartmaatschappij Alitalia met branchegenoten Air France-KLM en Lufthansa.
- De Poolse regering werkt aan een wet waardoor veroordeelde pedofielen verplicht kunnen worden tot chemische castratie.
- De bevolkingsdichtheid in Engeland is die in Nederland voorbijgestreefd, blijkt uit cijfers die het Britse nationale bureau voor de statistiek ONS publiceert. In Engeland wonen nu 395 mensen per vierkante kilometer, in Nederland volgens de laatste VN-cijfers 393.

### 17 september

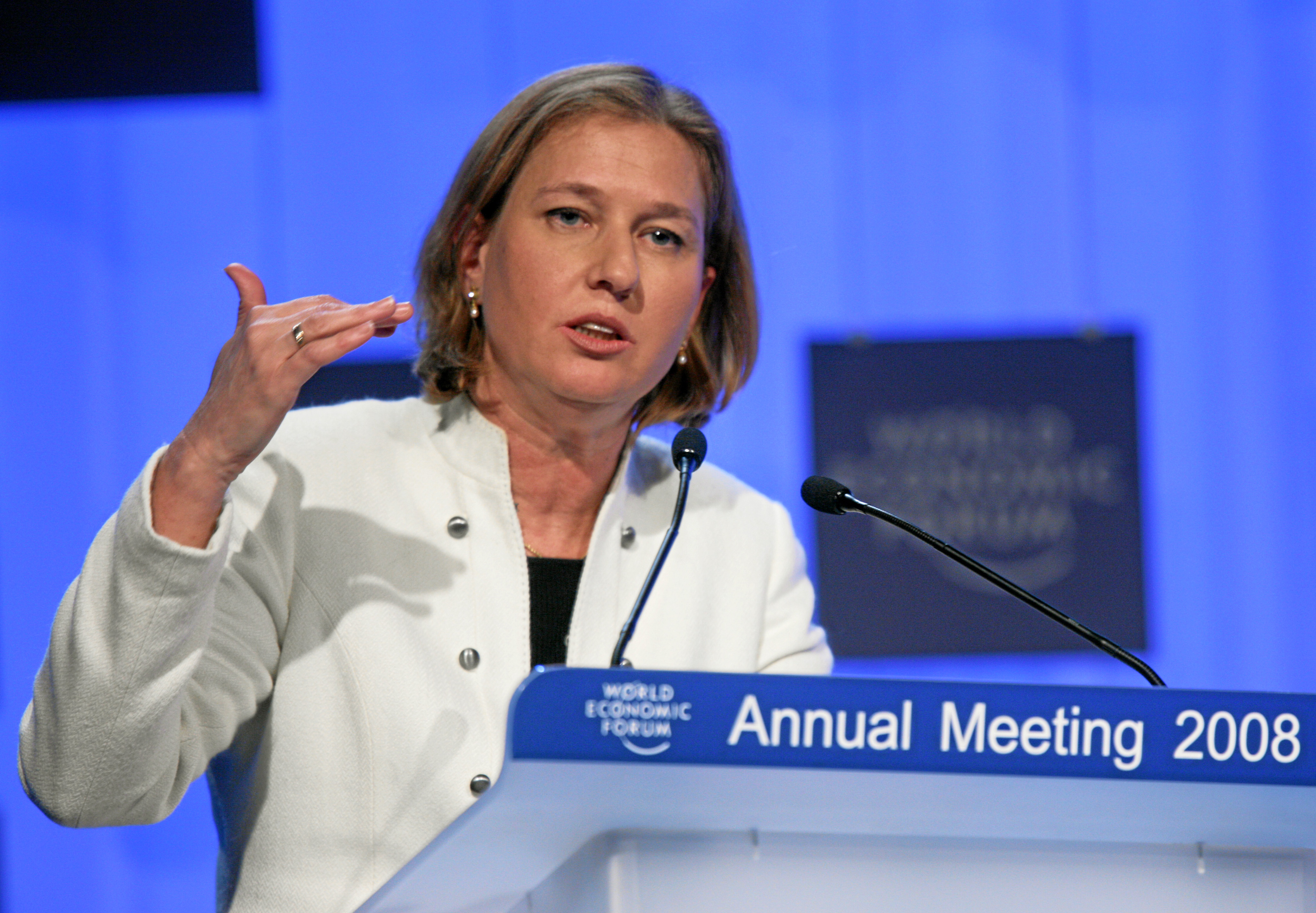
Tzipi Livni

- Tzipi Livni verslaat Shaul Mofaz in de strijd om de wegens betrokkenheid bij corruptie vertrokken partijleider Ehud Olmert van Kadima op te volgen.
- Het Thais parlement kiest interim-premier Somchai Wongsawat tot premier van Thailand.
- In de Jemenitische hoofdstad Sanaa wordt de ambassade van de Verenigde Staten aangevallen. De aanslag wordt opgeëist door "Islamitische Jihad in Jemen", een groepering verbonden met Al Qaida. Achttien mensen komen om het leven. (Lees meer)

### 18 september
- Bestuursvoorzitter Gersji Rodrigues Pereira van de IJsselmeerziekenhuizen wordt per direct op non-actief gesteld. De Raad van Toezicht neemt dit besluit "in verband met de situatie waarin IJsselmeerziekenhuizen thans verkeert".
- Een ruime meerderheid in de Tweede Kamer verwerpt een door PVV-leider Geert Wilders ingediende motie van wantrouwen tegen het kabinet.
- Het Hooggerechtshof in Spanje verbiedt de Baskische communistische partij EHAK-PCTV. De partij zou banden hebben met de sinds 2003 verboden partij Batasuna, de politieke tak van de Baskische afscheidingsbeweging ETA.
- Loterijverlies.nl, een initiatief van Morand Juridische Bijstand, daagt de Staatsloterij voor de rechter wegens misleidende reclame.

### 19 september
- GroenLinks-fractievoorzitter Femke Halsema is de beste debater tijdens de algemene politieke beschouwingen in de Tweede Kamer. Dat stelt de jury van de door het Nederlands Debat Instituut in het leven geroepen Socrates-prijs.
- Immigranten trappen rellen in Napels na de dood van zes Afrikanen, die omkwamen bij een schietpartij. Tientallen oproerkraaiers slaan ruiten in, vernielen auto's en gooien met stenen naar de politie.
- Zweden betaalt twee Egyptenaren ieder omgerekend 313.000 euro, omdat ze zeven jaar geleden ‘onder vernederende omstandigheden’ werden uitgezet.
- Rintje Ritsma maakt deel uit van de commissie-Schenk, die in opdracht van de KNSB een plan bedenkt voor "het optimaliseren van een topsportstructuur voor het Nederlandse schaatsen".

### 20 september
- De Zuid-Afrikaanse president Thabo Mbeki wordt door zijn partij, het ANC, tot aftreden gedwongen na beweringen dat zijn regering druk zou hebben uitgeoefend op de rechterlijke macht in een rechtszaak tegen zijn beoogd opvolger, ANC-voorzitter Jacob Zuma.
- Bij een bomaanslag op het Marriott Hotel in de Pakistaanse hoofdstad Islamabad komen minstens 53 personen om en vallen meer dan 260 gewonden.

### 21 september
- De sociaaldemocratische oppositiepartij SD wint de parlementsverkiezingen in Slovenië. De SD van partijleider Borut Pahor krijgt 30,6 procent van de stemmen, terwijl de regerende conservatieve Democratische Partij (SDS) van premier Janez Jansa op ongeveer 29,2 procent blijft steken.
- Berlijn wordt geteisterd door een everzwijnenplaag. Duizenden wilde zwijnen wroeten in de Duitse hoofdstad door tuinen, parken, sportvelden en begraafplaatsen en zorgen voor overlast voor het verkeer. Dat meldt het weekblad Der Spiegel op zijn website.
- Het Afrikaans Nationaal Congres, sinds de val van het blanke apartheidsregime in 1994 de leidende politieke partij in Zuid-Afrika, dreigt uiteen te vallen. Een aantal partijprominenten overweegt uit de partij te stappen en een nieuwe beweging te beginnen, uit onvrede over het gedwongen adftreden van president Thabo Mbeki.
- Nederland gaat het speculeren op koersverliezen op de effectenbeurs verbieden.
- Ehud Olmert, de premier van Israël, dient zijn ontslag in bij president Shimon Peres.

### 22 september
- Op grond van recent archeologisch onderzoek, waarbij koolstofdatering is gebruikt, blijkt dat Stonehenge niet rond 2600 v. Chr. werd opgericht maar rond 2300 v. Chr. Ook vermoeden de onderzoekers dat Stonehenge dienst heeft gedaan als bedevaarts- annex genezingsoord voor zieken.
- De N-VA zegt haar steun aan de regering-Leterme op. Hiermee ontstaat een breuk in het kartel tussen N-VA en CD&V. De regering heeft nog wel een meerderheid in het federaal parlement maar niet meer binnen het Vlaamse gedeelte daarvan.

### 23 september
- Bij een schietpartij op een school in het Finse Kauhajoki vinden elf mensen de dood en vallen verscheidene gewonden. De 22-jarige schutter sticht daarna brand en schiet zichzelf vervolgens door het hoofd. Hij overlijdt later aan zijn verwondingen in het ziekenhuis.

### 24 september
- In de gemeenten Spijkenisse en Geervliet daalt wit poeder neer. Het spul is afkomstig van de Shell-raffinaderij in het Europoortgebied.
- Horecagelegenheden die het rookverbod overtreden, krijgen vanaf 1 oktober meteen een boete, waarschuwt minister Ab Klink van Volksgezondheid.
- De Republikeinse presidentskandidaat John McCain schort zijn campagne op vanwege de financiële crisis in de Verenigde Staten.
- Het heelal is weer een sterrentype rijker. Een internationaal team van sterrenkundigen, onder wie de Amsterdamse astronome Sera Markoff, ontdekt een nieuw type neutronenster.
- Minister Eimert van Middelkoop van Defensie betreurt zijn uitspraken in het weekblad Vrij Nederland dat hij blij was dat hij niet in militaire dienst hoefde, en de ophef die zijn woorden hebben veroorzaakt.

### 25 september
- De derde Chinese bemande ruimtevlucht Shenzhou 7 wordt gelanceerd met drie taikonauten aan boord. Tijdens de vlucht zal de eerste Chinese ruimtewandeling gemaakt worden.

### 26 september
- Een huwelijk tussen twee Ministers van Staat was in België nog nooit eerder voorgekomen, maar vandaag trouwt Wilfried Martens in Lokeren met Miet Smet.
- De Zwitserse avonturier Yves Rossy vliegt met behulp van een vleugel met vier straalmotoren in 9 minuten en 32 seconden Het Kanaal over. Hij volgt dezelfde route als Louis Blériot, die 99 jaar eerder in 37 minuten de eerste oversteek met een vliegtuig maakte.

### 27 september
- De Britse regering besluit de Britse hypotheekbank Bradford & Bingley te nationaliseren.
- De VN-Veiligheidsraad neemt wederom een ontwerpresolutie aan waarin Iran voor de zoveelste keer wordt aangespoord mee te werken aan de controleacties van het Internationaal Atoomenergie Agentschap (IAEA) van de VN.
- FC Twente behaalt de eerste zege in zijn vernieuwde stadion. In Enschede wordt BV De Graafschap voor bijna 25 duizend fans verslagen: 3-0.
- Toegenomen spanningen tussen soennieten en sjiieten liggen ten grondslag aan de bomaanslag in de Syrische hoofdstad Damascus. Zeker zeventien mensen komen om als een zware autobom ontploft.

### 28 september
- Bij verkiezingen voor de Oostenrijkse Nationale Raad verliezen de regeringspartijen SPÖ en ÖVP en winnen de rechts-populistische oppositiepartijen FPÖ en BZÖ. De SPÖ blijft wel de grootste partij.
- Voor de in problemen gekomen verzekeringsbank Fortis wordt een reddingsplan aangenomen, waarbij de Nederlandse, Belgische en Luxemburgse regeringen zich voornemen voor in totaal 11,2 miljard euro een aandeel van 49% in de respectievelijke delen van het Fortis-concern te nemen. Fortis zal ABN AMRO te koop aanbieden.
- Bij deelstaatverkiezingen in Beieren behaalt de CSU voor het eerst sinds 1962 niet de absolute meerderheid in het deelstaatparlement. De voornamelijk op lokaal niveau succesvolle lijst van de Freie Wähler weet voor het eerst ergens op deelstaatniveau de kiesdrempel te halen.

### 29 september
- Het Amerikaanse Huis van Afgevaardigden verwerpt het reddingsplan voor de financiële sector. Op Wall Street raken hierdoor de koersen in vrije val.
- Tijdens opnames van het televisieprogramma Tussen Kunst & Kitsch wordt een schilderij ontdekt van de zestiende-eeuwse schilder Pieter Brueghel de Jonge. Een deskundige schat de waarde op 80 000 tot 100 000 euro en typeert het als ‘de vondst van de eeuw’.

### 30 september
- Tijdens een menselijke stormloop in de Indiase stad Jodhpur komen rond de 150 mensen om het leven, zo'n 425 personen raken gewond.
- De Gouden Griffel voor het beste kinderboek gaat naar Jan Paul Schutten voor zijn boek Kinderen van Amsterdam.

← · januari · februari · maart · april · mei · juni · juli · augustus · september · oktober · november · december ·  →